# Pałątka wielkoplama
Pałątka wielkoplama (Lestes macrostigma) – gatunek ważki z rodziny pałątkowatych (Lestidae). Występuje w Europie i Azji – od europejskiej strefy basenu śródziemnomorskiego po zachodnią Syberię i zachodnią Mongolię. Zasiedla małe zbiorniki ciepłej wody stojącej, słodkiej i zasolonej. Imagines latają od czerwca do sierpnia. Na terenie Europy uważany jest za gatunek zagrożony. W Polsce jeden osobnik został schwytany w 1961 roku w Bukowinie Tatrzańskiej, ale opisano go dopiero w 2005. Zdaniem polskich odonatologów jej ponowne pojawienie się w kraju jest możliwe, ponieważ występuje blisko granic Polski.

## Cechy diagnostyczne
Ciało metalicznie zielone, o długości do 46 mm. Rozpiętość skrzydeł do 54 mm. Ciemny tył głowy. Tułów samców, często także głowa, dwa pierwsze i trzy ostatnie segmenty odwłoka mają błękitny nalot. Duże, czarne pterostygmy są położone w takiej samej odległości od wierzchołków na obydwu parach skrzydeł. Na walwach samic widoczne są wyraźne grube ząbki. Na dolnym ciemnym pasie tułowia brak ząbka.